# Robert Prince
Robert Prince, también conocido como Bobby Prince, es un compositor y diseñador de sonido. Ha trabajado como contratista independiente para varias empresas de videojuegos, principalmente para id Software y Apogee/3D Realms.
Prince ha creado música y efectos de sonido para videojuegos como Commander Keen 4-6, Cosmo's Cosmic Adventure, Pickle Wars, Catacomb 3D, Wolfenstein 3D, Spear of Destiny, Blake Stone, Doom, Rise of the Triad, Doom II, Duke Nukem II, Duke Nukem 3D, Abuse, Demonstar, entre otros. También ha compuesto música para películas comerciales e independientes. En 2006, le fue otorgado el premio Lifetime Achievement Award por sus colegas compositores de videojuegos.
Prince es un abogado que aprobó el examen "bar" en 1980. También fue un teniente primero líder de pelotón en la Guerra de Vietnam entre 1969-1970.